# 小林弘人
小林 弘人（こばやし ひろと、1965年 - ）は、日本の起業家、実業家、メディアプロデューサー。

## 概要
長野県生まれ。株式会社インフォバーン代表取締役CEO。株式会社インフォバーンのグループ企業である株式会社TNLメディアジーンの共同創業者、CCO（最高コンテンツ責任者 ）。TNLメディアジーンは2024年12月に米ナスダック市場へ上場した。
東京大学大学院情報学環非常勤講師（2008年～2012年）。
ビジネスブレークスルー大学大学院教授。
ウェブメディア「BusinessInsiderJapan」発行人。雑誌「WIRED.jp」エディトリアルアドバイザー。
ベルリンを拠点とするテックカンファレンスTechOpenAirの日本公式パートナー。
イスラエル・ブロックチェーン協会 アドバイザー。長野県「信州ITバレー構想」アンバサダー。

## 来歴
- 同朋舎出版入社後、1994年に雑誌「ワイアード」日本版を創刊、編集長を務める。
- 1998年、株式会社インフォバーン設立。同年、雑誌「サイゾー」（2007年に事業売却）を創刊、編集長を務める。
- その後、日本初のブログ出版（「眞鍋かをりのココだけの話」）やオーディオブックの刊行、「GIZMODO」の立ち上げなど、紙とウェブにまたがり人気メディアのプロデュースに携わる。
- 2012年、株式会社デジモ設立。3Dプリント可能なコンテンツや人の3Dスキャンを提供するサービスを立ち上げた。
- 2017年、浜松市、株式会社YAMAHAとの共同開催イベント「ハママチューン」[4]2020年、「GREEN WORK HAKUBA」[5]など地方自治体と企業イノベーターをつなぐコミュニティ作りを手がける。
- 株式会社インフォバーンは現在、企業のオウンドメディア化の推進やコンテンツマーケティング、企業のウェブページやソーシャルメディアを含めたIT施策のコンサルティング、新規事業創出支援などを行っている。

## 受賞歴など
- 内閣府と経済産業省主催の「コンテンツ政策委員会」のメンバーを務める。
- Webクリエーション・アワード第9回にて「Web人貢献賞」を受賞。
- 電通と共創をテーマにしたメディア「cotas（コタス）」を立ち上げ、「日本のコ・クリエーション・アワード」を創設、審査委員長を二期務める。
- 2015年より日経ビジネスMarketing awards審査委員[6]。

## 著書及び監修・解説書

### 単著
- 『新世紀メディア論』（バジリコ）
- 『メディア化する企業はなぜ強いのか？』（技術評論社）
- 『ウェブとはすなわち現実世界の未来図である』（PHP新書）

### 共著及び寄稿
- 『企業のためのRSSマーケティング 宣伝・広報・販売の現場で使えるフィード活用術』（日経BP）
- 『Twitterの衝撃 140文字がビジネスからメディアまで変える 』（日経BP）
- 『デジタルマーケターが読むべき100冊＋α』（翔泳社）
- 『頭のいい人が変えた10の世界』（講談社）
- 『インターネットが普及したら、僕たちが原始人に戻っちゃったわけ』柳瀬博一と共著（晶文社）

### 監修・解説書
- 『フリー』『シェア』『パブリック』『MAKERS』（NHK出版）
- 『フェイスブック　若き天才の野望』（日経BP）
- 『オウンドメディアで成功するための戦略的コンテンツマーケティング』（翔泳社）
- 『ロングテール』（ハヤカワ・ノンフィクション文庫）